# Car Shun od Hana
Car Shun od Hana, trad. kin. 漢順帝;, poj. kimn. 漢顺帝, py. hàn shùn dì, wg. Han Shun-ti, (115-144) bio je kineski car iz dinastije Han i sedmi vladar u periodu Istočnog Hana, koji je vladao od 125. do 144.
Shun je bio sin cara Ana, ali ga je nakon očeve smrti carica majka Yan natjerala da se odrekne prijestolja u korist markiza od Beixianga. Nekoliko mjeseci kasnije, grupa dvorskih eunuha na čelu sa Sun Chengom je izvršila dvorski prevrat i svrgnula markiza, postavivši Shuna za cara. Iako je narod imao velika očekivanja od novog cara, koji nije dijelio njegovu nasilnu narav, pokazalo se da Shun, iako miran i dobronamjeran, ne posjeduje neke vladarske sposobnosti, te je državom stvarno upravljao klan na čelu s njegovim tastom Lian Shangom, te Lian Shangovim sinom Liang Jijem, a čime se nastavilo postupno propadanje dinastije.